# Demagogus larvatus
Demagogus larvatus – gatunek chrząszcza z rodziny kózkowatych i podrodziny zgrzypikowych. Jedyny przedstawiciel rodzaju Demagogus.

## Zasięg występowania
Afryka Wschodnia; notowany w Dżibuti i Etiopii.